# Promecostethus unifalculatus
Genre
Espèce
Promecostethus unifalculatus, unique représentant du genre Promecostethus, est une espèce d'opilions laniatores de la famille des Triaenonychidae.

## Distribution
Cette espèce est endémique de l'archipel Crozet aux Terres australes et antarctiques françaises. Elle se rencontre sur l'île de la Possession.

## Description
Le subadulte syntype mesure 3 mm.
Le mâle décrit par Porto et Pérez-González en 2020 mesure 4,80 mm et la femelle 4,00 mm.

## Publication originale
- Enderlein, 1909 : « Die Spinnen der Crozet-Inseln und von Kergeulen. » Deutsche Südpolar-Expedition 1901–1903, G. Reimer, Berlin, vol. 10, Zoologie II, p. 533–540 (texte intégral).